# Scirpus asper
Scirpus asper är en halvgräsart som beskrevs av Jan Svatopluk Presl och Karel Presl. Scirpus asper ingår i släktet skogssävssläktet, och familjen halvgräs. Inga underarter finns listade i Catalogue of Life.